# Ermetismo (filosofia)

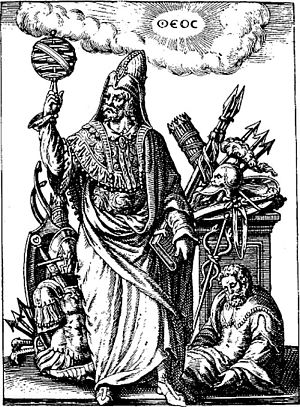
Ermete Trismegisto.

Con ermetismo o filosofia ermetica ci si riferisce a un complesso di dottrine sapienziali, misteriche, religiose e filosofiche elaborate in lingua greca durante il periodo della cultura ellenistica greco-romana, a cominciare dal II secolo d.C., da vari autori, probabilmente greci ma la maggior parte sconosciuti. Ad esse si affiancarono teorie astrologiche di origine semita, elementi della filosofia di ispirazione platonica e pitagorica, credenze gnostiche e antiche procedure magiche egizie.
La denominazione della corrente trae origine dal suo leggendario fondatore, Ermete Trismegisto (dal greco antico Ἑρμῆς ὁ Τρισμέγιστος, cioè «Ermete il tre volte grandissimo»). Nell'atmosfera sincretica dell'Impero romano, al dio Ermes era stato aggiunto infatti come epiteto il nome greco (trismeghistos) del dio egizio Thot. Entrambi erano gli dei della scrittura e della magia nelle loro rispettive culture.

## Storia dell'ermetismo
A partire dal I secolo a.C. circa e fino al III secolo si formò un corpus di scritti ermetici, composto da materiale frammentario raccolto in età tolemaica e integrato da filosofi pagani, che ne attribuirono la paternità al dio.
Questi testi si distinguono solitamente in due categorie: "filosofici" e "tecnici". Al primo gruppo appartengono i trattati di contenuto prevalentemente filosofico e teologico, mentre nel secondo si trovano scritti astrologici, alchemici e in generale riguardanti le scienze occulte.
Le opere ermetiche di contenuto filosofico riguardano:
- 17 scritti (il cosiddetto Corpus hermeticum) redatti in greco,
- un diciottesimo trattato in latino dal titolo Asclepius attribuito erroneamente ad Apuleio di Madaura (125–180 circa),
- e infine una serie di sunti inseriti nelle opere di Stobeo (V secolo).

Non sempre da queste opere di autori diversi è possibile rintracciare un pensiero filosofico omogeneo ma piuttosto, se considerate nel loro complesso, ne risulta un insieme di dottrine che si rifanno a Platone, ad Aristotele, agli stoici, ed altre a concezioni giudaiche e persiane. Una filosofia dunque con elementi diversi e talora contraddittori tipica dell'eclettismo sincretistico diffuso nella filosofia popolare dell'età tardo ellenistica.
Se dunque non esiste una filosofia ermetica, ciò che accomuna le varie opere è un interesse religioso e mistico centrato sulla cosmogonia: una concezione dell'universo, basata sulla interconnessione tra le sue parti, il microcosmo dell'individuo connesso al macrocosmo dell'universo. Questa interdipendenza tra l'uomo e le stelle si fonda sulle leggi astrologico-magiche di simpatia e antipatia, che solamente la rivelazione ermetica può aiutare a scoprire per consentire il raggiungimento di quella catarsi intellettuale atta a realizzare il destino dell'anima dopo la morte e della sua reincarnazione e ascesa al mondo celeste: temi questi che nell'Asclepio sono riferiti in particolare al mondo culturale della antichissima religione e dei riti egizi.

## Religione ermetica

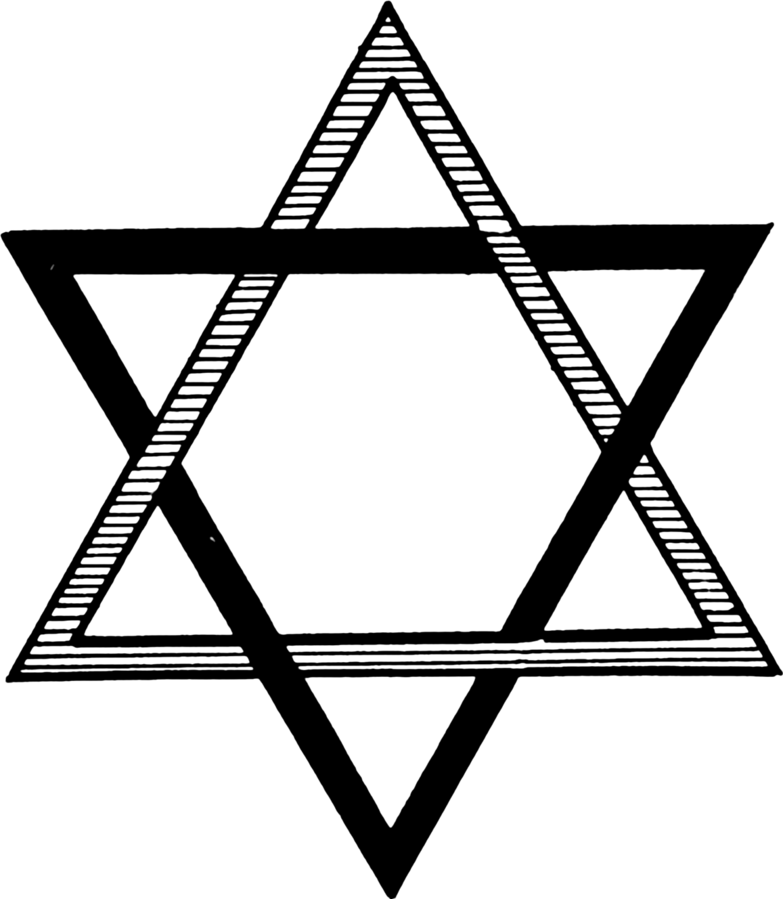
Il simbolo ermetico dell'analogia tra macrocosmo e microcosmo, composto da due triangoli intersecati, uno rivolto verso l'alto, l'altro verso il basso: «come in Cielo, così in Terra».

Tema centrale dei testi ermetici è dunque il rapporto tra l'uomo e Dio che sfugge nella sua totale trascendenza all'intelletto ordinario. L'uomo però può cogliere l'essenza divina elevando il proprio stato di coscienza tramite la gnosi, un processo di natura sovrarazionale dovuto all'illuminazione proveniente da Dio che conduce l'uomo a facoltà spirituali superiori, come l'estasi, e al ritorno dell'anima al suo Creatore.
Un'altra via, indiretta questa, per la conoscenza di Dio è costituita dalle tracce, le vestigia, che Dio ha lasciato nella creazione della natura, che consistono nel principio di analogia tra aspetti diversi della realtà, ossia nella connessione occulta tra qualità appartenenti a contesti in apparenza dissimili o slegati tra loro, ad esempio tra il metallo ferro, il pianeta Marte e l'archetipo della guerra (o della virilità), in cui l'uno assurge a simbolo dell'altro.
L'analogia valeva anche come riproduzione in scala del grande nel piccolo: se l'universo ad esempio costituiva il macrocosmo contenente in sé ogni parte, l'uomo a sua volta rappresentava un microcosmo che conteneva il tutto in miniatura. In tal modo l'analogia poteva rendere ragione della molteplicità dei fenomeni apparentemente priva di ordine, pervenendo a una sintesi unitaria come quella formulata da Ermete Trismegisto nel celebre testo a lui attribuito, La tavola di Smeraldo:
(Ermete Trismegisto, Tavola di Smeraldo)
In quel mondo materiale dove l'uomo per una colpa è caduto e da dove, per la sua natura originaria divina, può compiere la sua risalita verso il creatore, non tutti potranno però realizzare il loro divino destino: solo pochi eletti, in grado di trasformare la carne e la materialità in strumenti di elevazione, saranno in grado di tornare a Dio.

## Fortuna dell'ermetismo
Considerati autentici testi di un'antica sapienza, gli scritti ermetici, quasi sconosciuti nel Medioevo, si diffusero ampiamente nell'età rinascimentale quando durante un viaggio in Macedonia e nella regione di Costantinopoli, il monaco Leonardo da Pistoia scoprì quattordici libri del Corpus hermeticum, il più importante testo greco di Ermete Trismegisto. L'opera scoperta da Leonardo era la copia appartenuta a Michele Psello, risalente all'XI secolo.
Ritornato a Firenze, il monaco consegnò il Corpus hermeticum a Cosimo de' Medici, che non più tardi del 1463 incaricò Marsilio Ficino di tradurre l'opera dal greco al latino. In quei libri si volle rintracciare per il loro contenuto religioso una sorta di primitiva rivelazione cristiana o prisca theologia che si era già espressa nelle filosofie antiche ed alla fine era giunta al suo perfezionamento con il Cristianesimo.
A partire dal XVII secolo, quando il filologo Isaac Casaubon (1559-1614)
nel De Rebus sacris et ecclesiasticis exercitationes XVI (1614) mostrò che i testi che la tradizione attribuiva all'antichissima sapienza egizia, erano stati redatti ai primi secoli dell'era cristiana, il loro influsso sulla filosofia europea iniziò a declinare, ma continuò a scorrere sotterraneo nei secoli XVII e XVIII, rinvigorendosi con gli apporti dell'esoterismo e delle scienze occulte. La cosiddetta "filosofia ermetica" continuò a essere al centro di società segrete di iniziati come quelle dei Rosacroce e di certi ambienti massonici.
Per Julius Evola l'ermetismo costituisce un'autentica via iniziatica alla spiritualità, opposta però a quella mistica-religiosa, che prese piede in Occidente a partire dalla caduta dell'impero romano in poi, e che, secondo il filosofo, perse del tutto ogni portata esoterica diventando semplicemente una dottrina della salvezza.
Per Evola l'ermetismo è un insegnamento segreto di natura sapienziale, ma contemporaneamente pratico, operativo, in quanto unisce filosofia e magia, essendo basato sostanzialmente sull'alchimia, «un'arte che egli considerava la più alta in base alla sua concezione della supremazia della regalità sulla casta sacerdotale».